# 최고재무관리자
최고재무관리자(最高財務管理者, 영어: chief financial officer, CFO)는 기업의 재무관리 부문에서 최고의 임원이다.

## 개요
CFO는, CEO나 그 아래의 COO와 어깨를 나란히 하는, 말하자면 미국기업 경영방식의 직책명이다. 회계와 경리 및 재무 부문의 책임자를 겸하곤 한다. 이사회의 일원이 대부분이다. 현금흐름이나 투자관리, 경영계획 책정 등에 수치적인 배경 작성 및 관리 등, 업무 범위는 여러 분야를 총괄한다. 
중소기업의 경우, 총무 등의 관리부문 전체를 관리하는 CAO(Chief Administrative Officer, 최고행정책임자)의 역할 수행자가 대외적으로 알기 쉽게 CFO로 부르는 경우도 있다. 또한, 다국적기업의 경우에는 공인회계사, 또는 MBA 등의 자격을 가진, 회계사무소에서의 근무경험이 있는 자를 외부에서 초빙하여 이 역할을 맡기는 반면, 한국이나 일본의 경우에는 경영부문 또는 재무부문 내부 승격자가 업무를 담당하고 취임한다.

## 업무의 변화
CFO는 재무와 회계 정보를 총괄하며, 일부는 CAO 분야의 업무를 수행하므로 다양한 재무와 회계 정보만이 아니라 기업 경영정보를 관리하고, 기업 내부의 정보를 확인하는 업무도 수행한다. 대기업의 경우 이러한 정보관리 업무는 점차 외부 정보 관리와 연계하여 새로운 정보관리 분야를 담당한 CIO의 업무를 분리하고 전체적인 정보 업무를 통합하기도 한다. 
독자적인 소셜 네트워크 서비스인 BBM채널을 개시하던 미국의 기업, 블랙베리는 2013년 11월 25일 고위 간부 3명의 퇴사를 발표했다. 신임 최고 경영 책임자(CEO)는 실적이 부진한 회사를 재건하기 위해서 소비자용 시장에서 비즈니스용 시장으로의 이행을 추진했다. 이런 전략에 따라서 블랙베리는 인선을 실시하여 최고 재무 책임자(CFO)와 최고 생산운영 책임자(COO), 최고 마케팅 책임자(CMO) 등의 퇴사를 공식화했다.
이처럼 최근의 경영환경이 정보중심으로 급변함에 따라 정보화문제를 총괄하는 고위직 책임자가 필요했다. 이를 CFO와 업무를 분리하여 CIO(최고혁신책임자, chief innovation officer)라 지칭하기도 하는데 CIO는 매출을 증가시킬 수 있는 전략을 수립하고, 새로운 사업을 발굴하는 업무 및 외부 기업과 제휴를 주도하거나, 투자 집행을 어디에 어떻게 해야 할지 결정하는 역할 등을 담당한다.

## 같이 보기
- 경영학 석사(MBA)
- 국제재무분석사(CFA)
- 국제가치평가사(ICVS)
- 국제재무설계사(CFP)
- 미국공인가치평가사(CVA)
- 국제재무위험관리사(FRM)
- 미국 세무사(EA)

## 참고 문헌
- 「21세기 경영대가를 만나다」, 월드클래스 리더 8인의 위대한 리더십 철학과 살아있는 경쟁전략 CEO 편, 선우정 저, 김영사(2008년, 223~225p)
- 「애플의 법칙」, 스티브 잡스의 비정한 결정, 하야시 노부유키 저, 정지은 역, 살림Biz(2008년, 76~81p)